# Regele János
Regele János (Vác, 1833 körül – Budapest, 1904. augusztus 5.) királyi tanácsos, a képviselőház nagyiroda főigazgatója, a szentmihályi templomépítő bizottság vezetője.

## Életútja
Regele Károly fia. 1861-ben a fővárostól lépett a képviselőház szolgálatába. A provizórium alatt ismét visszatért a fővároshoz, ahonnét 1867-ben került vissza képviselőházi tisztviselőnek és ezután 1903-ban bekövetkezett betegségéig állandóan a képviselőházat szolgálta. 1875-ben irodai igazgató, majd főigazgató lett. 1894-ben a királyi tanácsosi címet kapta. Elhunyt 1904. augusztus 5-én, halálát ütőérdaganat okozta. Örök nyugalomra helyezték 1904. augusztus 7-én délután a Kerepesi úti temetőben a római katolikus egyház szertartása szerint. Felesége Nagy Laura volt.

## Emlékezete
1926 és 1948 között az ő nevét viselte a Gelléri Andor Endre utca Rákosszentmihályon (XVI. kerület), melynek egy szakaszát 2012-ben újra róla nevezték el.

## Munkái
- Az 1881–84. évben tartott országgyűlés képviselőháza jegyzőkönyveinek tartalom-mutatója. Bpest, 1884. Négy kötet.
- Az 1881–84. évben tartott országgyűlés képviselőháza irományainak tartalom-mutatója. Uo. 1884.